# Kafar Sabat
Kafar Sabat (arab. كفر سبت) – nieistniejąca już arabska wieś, która była położona w Dystrykcie Tyberiady w Mandacie Palestyny. Wieś została wyludniona i zniszczona podczas wojny domowej w Mandacie Palestyny, po ataku sił żydowskiej organizacji paramilitarnej Hagany 22 kwietnia 1948.

## Położenie
Kafar Sabat leżała w Dolnej Galilei, w odległości około 10 m na południowy zachód od miasta Tyberiada. Według danych z 1945 do wsi należały ziemie o powierzchni 9850 ha. We wsi mieszkało wówczas 2350 osób.
| Własność gruntów | Powierzchnia gruntów [ha] |
| ---------------- | ------------------------- |
| Arabowie         | 4 295                     |
| Żydzi            | 5 110                     |
| publiczne        | 445                       |
| Razem            | 9 850                     |

| Rodzaj użytkowanych gruntów | Arabowie [ha] | Żydzi [ha] |
| --------------------------- | ------------- | ---------- |
| uprawy oliwek               | 4             | 0          |
| uprawy nawadniane           | 7             | 0          |
| uprawy zbóż                 | 4 258         | 5 110      |
| nieużytki                   | 445           | 0          |
| zabudowane                  | 30            | 0          |

## Historia
W okresie panowania rzymskiego tutejsza osada była nazywana Kefar Shabtaj. W czasach krzyżowców tutejszą wieś nazywano Cafarsset. W 1596 we wsi mieszkało 160 mieszkańców, którzy płacili podatki z upraw pszenicy, jęczmienia, bawełny, hodowli kóz i uli.
W okresie panowania Brytyjczyków Kafar Sabat była małą wsią.
Podczas wojny domowej w Mandacie Palestyny w pobliżu wioski doszło do walk o miasto Tyberiada. Gdy 19 kwietnia 1948 miasto zajęły siły żydowskiej organizacji paramilitarnej Hagana, mieszkańcy wsi Kafar Sabat opuścili swoje domy. Opuszczoną wieś zajęli Izraelczycy 22 kwietnia. Wyburzono wówczas wszystkie domy.

## Miejsce obecnie
Tereny uprawne wioski Kafar Sabat zajął utworzony w 1949 moszaw Sede Ilan. Część gruntów rolnych przejął powstały w 1938 moszaw Szarona.
Palestyński historyk Walid Chalidi, tak opisał pozostałości wioski Kafar Sabat: „Na miejscu wioski pozostają kamienne pale i tarasy. Wśród gruzu rosną drzewa i kaktusy. Ziemia wokół jest obsadzona zbożem, drzewami owocowymi i migdałowymi”.